# علم الاجتماع
علم الاجتماع (بالإنجليزية: Sociology) وتُعرَّب إلى سوسيولوجيا، هو علم اجتماعي يركز على المجتمع، والسلوك الاجتماعي، وأنماط العلاقات الاجتماعية، والتفاعل الاجتماعي، وثقافة الحياة اليومية. يستخدم علم الاجتماع أساليب مختلفة من البحث التجريبي والتحليل النقدي:3–5 لتطوير مجموعة من المعرفة حول النظام الاجتماعي والقبول والتغيير أو التطور الاجتماعي.:32–40 يعرف علم الاجتماع أيضًا بأنه العلم العام للمجتمع. في حين يجري بعض علماء الاجتماع أبحاثًا يمكن تطبيقها مباشرةً على السياسة الاجتماعية والرعاية الاجتماعية، يركز آخرون في المقام الأول تحسين الفهم النظري للعمليات الاجتماعية. يتراوح من مستوى علم الاجتماع الجزئي للوكالة الفردية والتفاعل إلى المستوى الكلي للأنظمة والبنية الاجتماعية. ويقر رجال الإجتماع في الغرب أن علم الاجتماع ليس صادقا كميدان للمعرفة، وأن 95% من دراسته ترتبط بالأشكال غير المنطقية من السلوك، ورغم ذلك فإن هذا لا يمنعهم من وضع أغلب أحكامهم في إطار منطقي.
تشمل الجوانب التقليدية المختلفة لعلم الاجتماع التقسيم الطبقي الاجتماعي والطبقة الاجتماعية والحراك الاجتماعي والدين والعلمنة والقانون والجنس والجندر والانحراف. نظرًا لأن جميع مجالات النشاط البشري تتأثر بالتفاعل بين الهيكل الاجتماعي والوكالة الفردية، فقد وسّع علم الاجتماع تدريجيًا تركيزه ليشمل مواضيع أخرى، مثل الصحة والطب والاقتصاد والمؤسسات العسكرية والعقاب والإنترنت والتعليم ورأس المال الاجتماعي ودور النشاط الاجتماعي في تطوير المعرفة العلمية.
كما توسع نطاق الأساليب العلمية الاجتماعية، حيث يعتمد الباحثون الاجتماعيون على مجموعة متنوعة من التقنيات النوعية والكمية. أدت التحولات اللغوية والثقافية في منتصف القرن العشرين، على وجه الخصوص، إلى توجهات تفسيرية وتأويلية وفلسفية متزايدة تجاه تحليل المجتمع. على العكس من ذلك، شهد مطلع القرن الحادي والعشرين ظهور تقنيات جديدة تحليلية ورياضية وحسابية صارمة، مثل النمذجة القائمة على الوكيل وتحليل الشبكة الاجتماعية.
البحث الاجتماعي له تأثير في مختلف الصناعات وقطاعات الحياة، بينهم من السياسيين وواضعي السياسات والمشرعين والتربويين والمخططين والمسؤولين والمطورين ورجال الأعمال والمديرين والأخصائيين الاجتماعيين والمنظمات غير الحكومية والمنظمات غير الربحية والأشخاص المهتمين بحل القضايا الاجتماعية بشكل عام. غالبًا ما يكون هناك قدر كبير من التبادل بين البحوث الاجتماعية وأبحاث السوق وغيرها من المجالات الإحصائية.

## نشأة علم الاجتماع

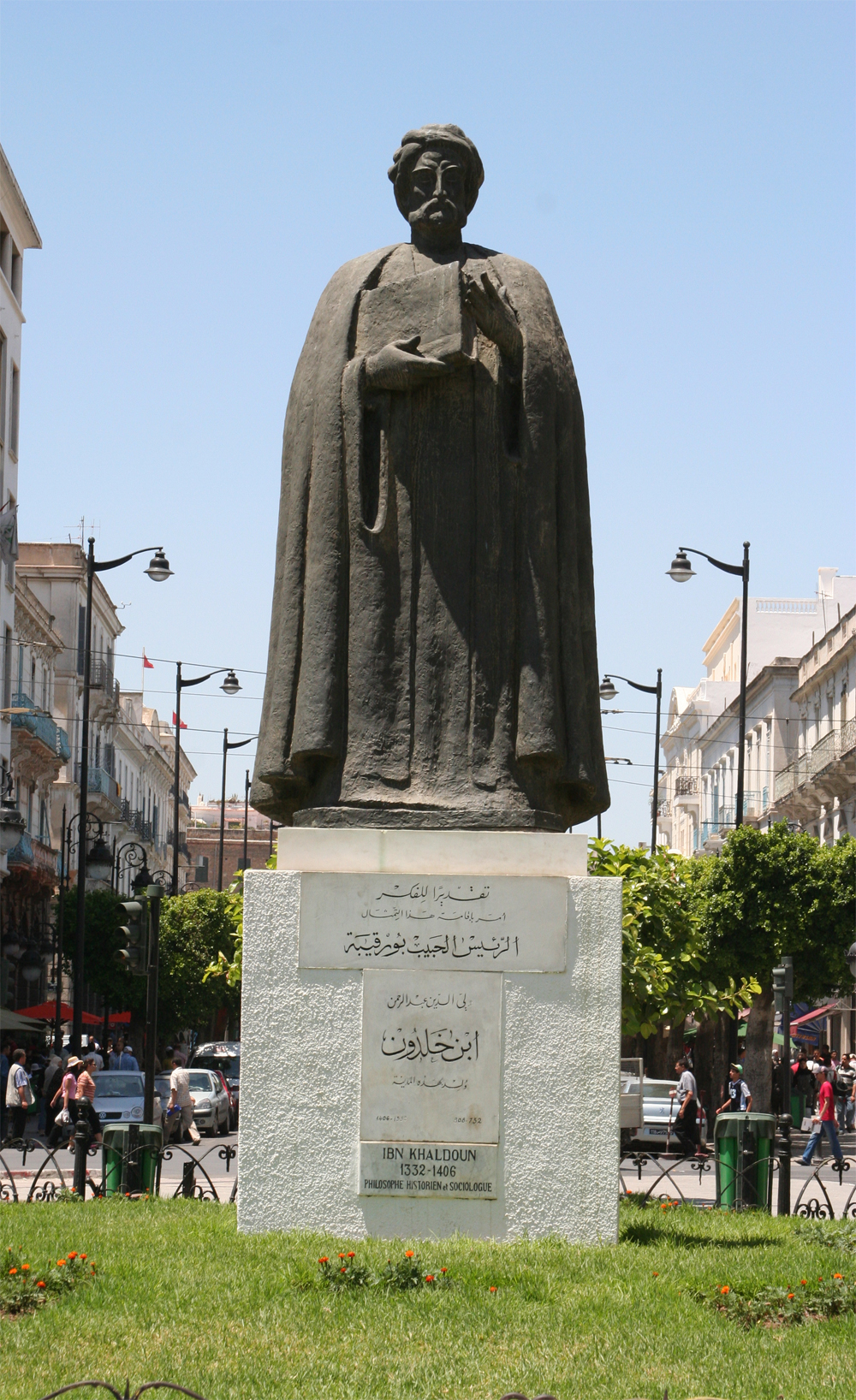
ابن خلدون (1332-1406)

علم الاجتماع توجه أكاديمي جديد نسبيا بين علومِ الاجتماعيات الأخرى بما فيها الاقتصادِ وعِلْم السياسة وعِلْم الإنسان والتاريخ وعلم النفْس. لكن الأفكار المؤسسة له، على أية حال، ذات تاريخ طويل ويُمْكِنُ أَنْ نتتبّعَ أصولَها في خَلِيط المَعرِفَة الإنسَانِيَّةِ والفلسفة المشتركة. لقد ظهر علم الاجتماع كما هو حاليا كصياغة علمية في أوائِل القرن التاسع عشرِ، كرَدّ أكاديمي على تحدي الحداثةِ: فالعالم كَانَ يتحول إلى كل متكامل ومترابط أكثر فأكثر، في حين أصبحت حياة الأفراد أكثر فردية وانعزالا. تمنى علماء الاجتماع أَنْ يَفْهموا التحولات التي طرأت على المجموعاتَ الاجتماعيةَ، متطلعين لتَطوير دواءَ للتفككِ الاجتماعيِ.
مؤسس علم الاجتماع هو عبد الرحمن بن محمد ابن خلدون أبو زيد ولي الدين الحضرمي (1332 - 1406م)، ولد في تونس وشب فيها وتخرّج من جامعة الزيتون المعروف أكثر باسم ابن خلدون (ولد في 27 مايو 1332 وتوفي في 19 مارس 1406) كان فلكيا، اقتصاديا، مؤرخا، فقيها، حافظا، عالم رياضيات، استراتيجيا عسكريا، فيلسوفا، غدائيا ورجل دولة، يعتبر مؤسس علم الاجتماع. ولد في عهد الحفصيين بإفريقية في ما يعرف الآن بـتونس، أصله من الأندلس من مزرعة هاسيندا توري دي دونيا ماريا الحالية القريبة من دوس هرماناس (إشبيلية). (انظر تطور علم الاجتماع)

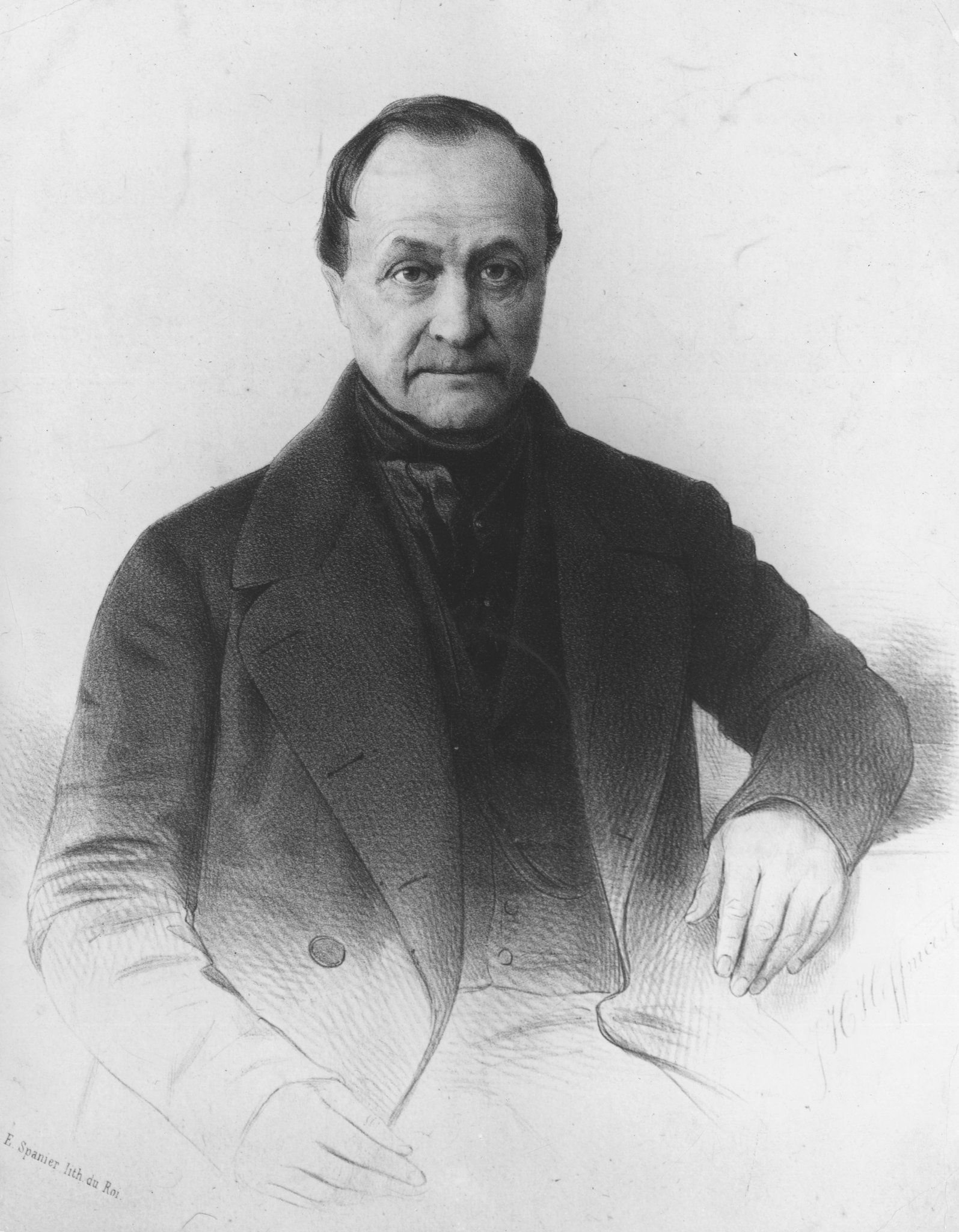
أوجست كونت.

ويُعَد «أوجست كونت» الذي صك هذا المصطلح عام 1830 وربط فيه بين الكلمة اللاتينية Socius، وتعني شعباً أو قبيلة أو مدينة متحالفة مع روما (وأصبحت تعني فيما بعد كلمة المجتمع Society)، والكلمة اليونانية Logos، وتعني العقل أو المعرفة. وسرعان ما انتشر هذا المصطلح بشكل واسع، وأصبح يُستخدم فعلياً في جميع اللغات للدلالة على كل دراسة علمية واعية ودقيقة نسبياً للمجتمع. وتَمنّى كونت توحيد كل الدِراسات البشرية بما في ذلك التاريخِ وعِلْمِ النفْس والاقتصاد. وكان مخططه الاجتماعي الخاص مثالياً يعود إلى القرن التاسع عشرِ؛ حيث اعتقدَ أن كل أنماط الحياة الإنسانية لجميع الشعوب في كل البقاع مَرّتْ من خلالِ نفس المراحلِ التاريخيةِ المُتميّزةِ وبهذا، إذا أمكن للشخصُ أَنْ يُدرك مراحل هذا التطور، فيُمْكِنُ له أَنْ يَصفَ العلاجَ للأمراضِ الاجتماعية.
الكتاب الأول في 'علم الاجتماع' حمل نفس الاسم وكُتب في منتصف القرن التاسع عشرِ من قِبل الفيلسوف الإنجليزيِ هيربرت سبينسر. في الولايات المتّحدة، وعُلّم هذا التخصص باسمه للمرة الأولى في جامعة كانساس، لورانس في 1890 تحت عنوانِ فصلَ علم الاجتماع (فصل علم الاجتماع المستمرِ الأقدم في أمريكا وقسم التاريخِ وعلم الاجتماع أُسّسا في 1891) أما قسم الجامعةِ المستقل الكامل الأول لعلم الاجتماع في الولايات المتّحدة أُسّستْ في 1892 في جامعة شيكاغو مِن قِبل ألبيون دبليو، التي أسّست المجلّة الأمريكية لعلم الاجتماع في 1895. وأسّسَ القسم الأوروبي الأول لعلمِ الاجتماع في 1895 في جامعة بوردو مِن قِبل إميل دوركايم مؤسس عام 1896، وفي 1919 أُسّس قسم علم الاجتماع في ألمانيا في جامعة لودفيج ماكسيميليانز في ميونخ مِن قِبل ماكس فيبر وفي 1920 في بولندا من قبل فلوريان زنانيكي. أما أقسام علمِ الاجتماع الأولى في المملكة المتحدة فقد أسست بعد الحرب العالمية الثانية.
بدأَ تعاون ماكس فيبر الدولي في علم الاجتماع في 1893 عندما تأسس معهد رينيه الصغير الدولي لعلم الاجتماع التي التحقت بجمعية علم الاجتماع الدولية الكبيرة بدءا من 1949. وفي 1905 أسست الجمعية الاجتماعية الأمريكية، الجمعية الأكبر في العالم من علماء الاجتماع المحترفين.
تتضمن قائمة العلماء النظريين «الكلاسيكيين» الآخرين لعِلْمِ الاجتماع مِنْ القرونِ العشرونِ المبكّرةِ والتاسعة عشرةِ المتأخّرةِ كلا من كارل ماركس، توينيز، ميل دوركهايم، باريتو، وماكس فيبر.
أما في حالة كونت، كان جميع علماء الاجتماع هؤلاء لا يعتبرون أنفسهم «علماء اجتماع» فقط. وكانت أعمالهم تناقش الأديان، التعليم، الاقتصاد، علم النفس، الأخلاق، الفلسفة، وعلم اللاهوت.

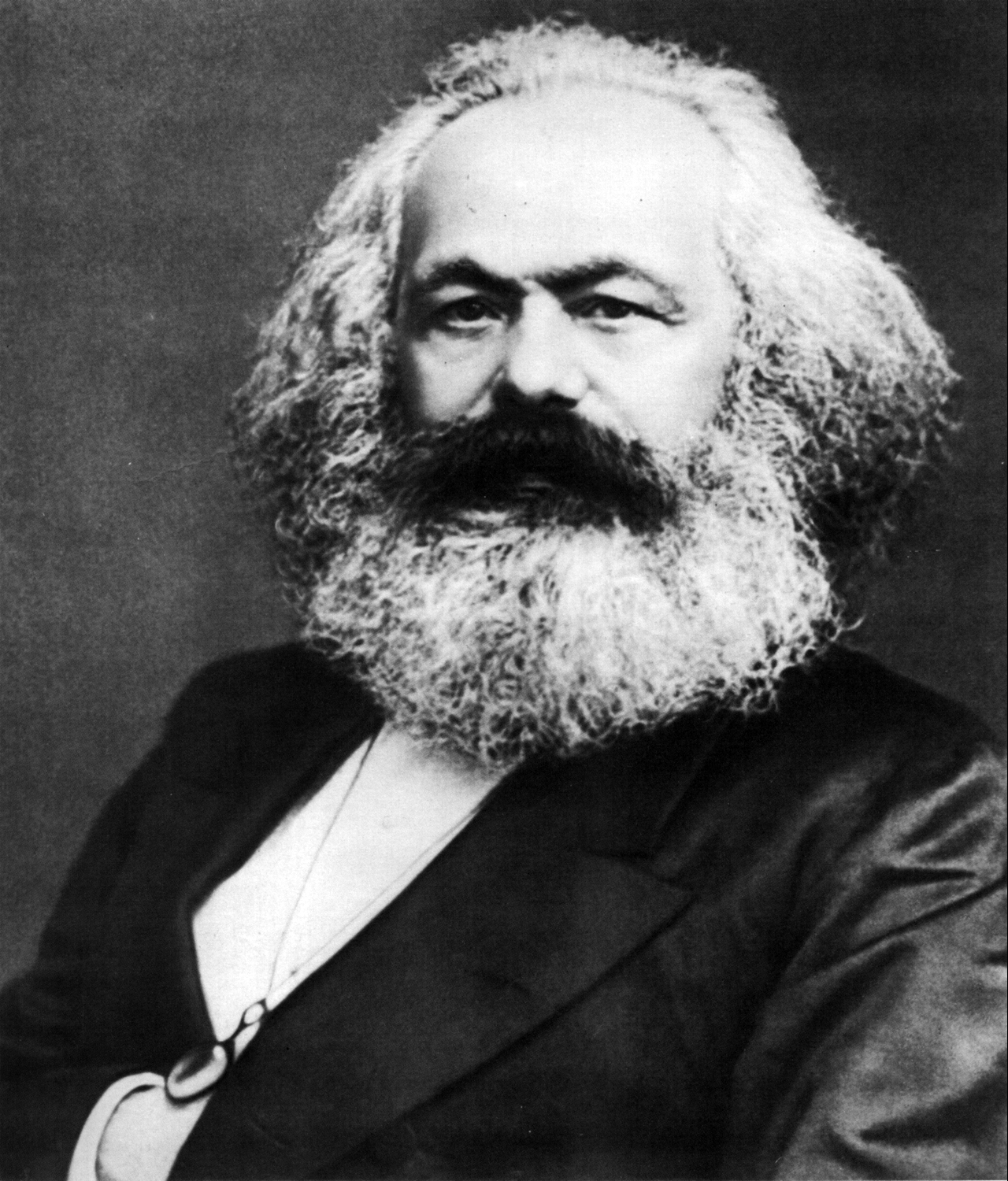
كارل ماركس

لكن باستثناء ماركس، كان تأثيرهم الأكبر ضمن علم الاجتماع، وما زال علم الاجتماع هو المجال الأبرز لتطبيق نظرياتهم. اعتبرت دراسات كارل ماركس المبكرة الاجتماعية حقلا مشابها للعلوم الطبيعة مثل الفيزياء أو علم الأحياء. كنتيجة لذلك، جادل العديد من الباحثين بأن الطريقة والمنهج المستعملين في العلوم المتماسكة منهجيا تناسب بشكل مثالي الاستعمال في دراسات علم الاجتماع. وكان استخدام الطريقة العلمية وتشديد النزعة التجريبيةِ امتيازَ علم الاجتماع عن علم اللاهوت، والفلسفة، الميتافيزيقيا. هذا أدى إلى علم اجتماع معترف به كعِلْم تجريبي. هذه النظرة الاجتماعية المبكّرة، مدعومة من قبل كونت، أدت إلى الفلسفة الواقعية، المستندة على الطبيعية الاجتماعية.
على أية حال، بحدود القرن التاسع عشر وضعت الدراسات ذات التوجه الطبيعي لدراسة الحياة الاجتماعية موضع سؤال وشك من قبل العلماء مثل ديلتي وريكيرت، الذي جادل بأنّ العالم الطبيعيَ يختلفُ عن العالمِ الاجتماعي بينما يتميز المجتمع الإنساني بسمات فريدة مثل المعاني، الرموز، القواعد الأخلاقية، المعايير، والقيم. هذه العناصرِ في المجتمع تُؤدي إلى نشوء الثقافات الإنسانية. وجهة النظر هذه كَانتْ قد طوّرت مِن قِبل ماكس فيبير، الذي قدّمها ضِدّ الفلسفة الواقعيةَ (عِلْم اجتماع إنساني). طبقاً لهذه وجهةِ النظر، التي تعتبر وثيقة الصلةُ بالبحث الاجتماعيِ ضد الطبيعيةَ يجب أَن تركّزَ الدراسات على البشرِ وقِيَمهم الثقافية. هذا أدّى إلى بعض الخلاف على مدى إمكانية وضع خطَ فاصل بين البحث الشخصي والموضوعي أثّر بالتالي في الدراسات التفسيرية. أيضاً، النزاعات المماثلة، خصوصاً في عصرِ الإنترنت، أدّت إلى خلق فروع غير احترافية من العلوم الاجتماعية.

## مفهوم علم الاجتماع
يُلاحظ الفرد داخل المجتمع أن وسائل الإعلام المختلفة تطالعه على أخبار معينة، منها ما يتعلق بكوارث طبيعية، ومنها ما تتعلق بصراعات ومشكلات تحتاج إلى حلول، وأخرى تتناول قضايا العمل واضطرابات العمال، وبعضها يتحدث عن اهتمامات مشجعي كرة القدم. مثل هذه الأحداث ـ إذا صح أن نُطلق عليها هذه التسمية ـ هي أحداث عامة تحدث في الحياة اليومية، ولكن أحياناً يتساءل المرء لِمَاذا أصبح الآن مشجعو كرة القدم أكثر عنفاً عما كانوا عليه في الماضي؟ ولِماذا يجد بعض الأزواج أن الحياة الزوجية أصبحت لا تُطاق؟ فعندما نسأل أنفسنا مثل هذه الأسئلة، فإننا نسأل سؤالاً «اجتماعياً»، بمعنى أننا معنيون أو مهتمون بالطريقة التي يسلك بها الأفراد في المجتمع، وتأثير ذلك السلوك على أنفسهم وعلى المجتمع. ومعنى ذلك، أن مفهوم «الاجتماعي» هو المفهوم الأساسي في علم الاجتماع؛ لأن الفرد لا يملك إلاّ أن يكون كائناً اجتماعياً يعيش في وسط اجتماعي وعلى اتصال مستمر ببقية أفراد المجتمع، بحيث يندمج في محيطهم ويتفاعل معهم بصورة إيجابية. وهذا يؤكد أنه من دون وجود تفاعل إنساني مستمر، لا يمكن أن يُطلق علينا صفة اجتماعية.
أما موضوع علم الاجتماع، فهو من المسائل التي تناولها جدل ساخن ومستمر خلال القرنين التاسع عشر والعشرين. وقد انحصر نطاقه في دراسة موضوعين رئيسيين، هما: الحقائق الاجتماعية، والعمليات الاجتماعية. وعلى الرغم من أن هذين الموضوعين محورين أساسيان في علم الاجتماع دون غيره، إلا أن الجدل لا يزال ساخناً. فقد ذهب «هربرت سبنسر» –مثلاً- إلى أن علم الاجتماع هو العلم الذي يصف ويفسر نشأة وتطور النظم الاجتماعية والضبط الاجتماعي والعلاقات بين النظم الاجتماعية؛ وأن عليه أن يقارن بين المجتمعات البشرية، على اختلاف أنواعها وأشكالها، أو بين المجتمعات على اختلاف نشأتها وتطورها، وأن يهتم بدراسة عمليتي البناء والوظيفة الاجتماعية.
ولكن «جورج زيمل» يرى ضرورة التفرقة بين ما هو اجتماعي، والعلم الاجتماعي (بالإنجليزية: Sociological) فالمجال الاجتماعي يتضمن ما يدور بين الناس، أما العلم الاجتماعي فهو المجال الذي يتناوله الدارس الاجتماعي، لتحديد وتحليل الجوانب المهمة له.
وهذا ينقلنا إلى موضوع آخر يهتم به علم الاجتماع، وهو الحقائق العلمية (بالإنجليزية: Scientific Facts)، فالحقائق تستدعي بالدرجة الأولى إثباتها؛ لأنها معلومات مؤكدة لحالة ما. ويمكن أن يُتفق عليها إذا كان علم الاجتماع يتوصل إلى الحقائق العلمية بالبحث العلمي المنظم، وإذا كانت وجهات النظر أو الآراء تتكون دون الرجوع إلى الحقيقة؛ فإن الاجتماعيين يقبلون الآراء ووجهات النظر، التي تستند إلى حقائق علمية. إن علم الاجتماع هو الدراسة العلمية في مختلف مظاهر أو جوانب الحياة الاجتماعية للفرد، فهو كم من المعرفة تكوّن خلال تراكم استخدام المنهج العلمي في دراسة أبنية ومكونات الحياة الاجتماعية.
يدرس علماء الاجتماع سلوك الأفراد في مضمونه الجمعي، فلا يوجد إنسان منعزل بذاته؛ ولكنه وغيره من الأفراد يتعاملون معاً في حدود الجماعات الاجتماعية. فكل إنسان يولد داخل جماعة ويمضي بقية حياته في علاقات اجتماعية منمطة. فكل عملية يقوم بها الفرد، كاختيار شريك هي مرهونة بالمجتمع. فردود أفعالنا ومظاهر سلوكنا في كثير من الأحيان تكون نتيجة لتوقعات أفراد المجتمع الآخرين منا، من جهة، ونتيجة للتفاعل الاجتماعي بيننا وبينهم، من جهة أخرى. ويتوقع كل فرد منا سلوكاً معيناً من أقاربه وأصدقائه، وحتى من أولئك الأفراد الذين نلتقي بهم عبر الشارع؛ كذلك، فإن أولئك الأفراد يتوقعون منا سلوكاً معيناً في كل موقف. إذن يمكن أن نطلق على حياة الجماعة أنها «نمطية». فإذا حاول الإنسان فهم وتفسير أفعال الآخرين، فإنه يحتاج إلى وقت طويل لدراسة الأشكال التي تنظم بها الجماعات وظائفها وطرق تأديتها. وهذا النوع من دراسة الحياة الاجتماعية هو محور اهتمام علم الاجتماع. لذا، حدد كل من «كامبل يونغ» و«ريموند ماك»، علم الاجتماع بأنه الدراسة العلمية للمظاهر الاجتماعية للحياة الإنسانية والمعرفة البشرية المرتبطة بها، من خلال عملية التفاعل الاجتماعي (ويعني بذلك المثير والاستجابة المتعاقبة أو المتبادلة بين اثنين أو أكثر من الناس)، ومن ثَم، يهتم علم الاجتماع بالإنسان والسياق الاجتماعي والجماعة الإنسانية.
أما «بيتريم سروكين»، فيرى أن علم الاجتماع هو ذلك المفهوم الذي يشير إلى جميع المعلومات الخاصة بالتشابه بين مختلف الجماعات الإنسانية، وأنماط التفاعل المشترك بين مختلف جوانب الحياة الاجتماعية الإنسانية؛ لذلك عرّفه بأنه العلم الذي يدرس الثقافة الاجتماعية، كما عرّفه بأنه دراسة الخصائص العامة المشتركة بين جميع أنواع المظاهر الاجتماعية والعلاقات بين هذه الأنواع، وكذلك العلاقات بين الظواهر الاجتماعية وغير الاجتماعية. أما «رايت ميلز»، فيرى أن علم الاجتماع هو العلم الذي يدرس البناء الاجتماعي للمجتمع والعلاقات المتبادلة بين أجزائه، وما يطرأ على ذلك من تغير. أما «جورج ليندبرج»، فيرى أن علم الاجتماع هو علم المجتمع؛ بينما يرى «ماكيفر» أنه العلم الذي يدرس العلاقات الاجتماعية.
يتضح مما سبق مدى تعدد وتباين تعريفات علم الاجتماع، وهذا إن دل على شيء فإنما يدل على أهمية هذا العلم واتساع أنشطته ومجالاته المتنوعة. كما يُلاحظ أيضاً، على هذه التعريفات أنها أحياناً توسّع نطاق هذا العلم حتى تجعله يشمل نطاق المجتمع كله، الأمر الذي يوضح صعوبة الاتفاق حول تعريف محدد ومتفق عليه بين المشتغلين بهذا العلم
باختصار يعرف علم الاجتماع لدى روادها كالتالي:

### تعريف علم الاجتماع
- يُعرف كونت A . Compte علم الاجتماع بكونه ذلك العلم الذي يدرس الإنسان في المجتمع ، ويرصد مختلف العلاقات الاجتماعية التي يسلكها الإنسان مع الآخرين داخل بنية المجتمع ، بمعنى التركيز على البعد الاجتماعي فهما وتفسيرا وتأويلا.
- دوركهايم E . Durkheim يعرف علم الاجتماع بكونه الدراسة العلمية للوقائع للظواهر المجتمعية . ومن ثم ، يتسم هذا العلم بالطابع العلمي الموضوعي الصارم الذي يتمثل في التخلص من الأفكار الشائعة والمسبقة .
- ماكس فيبر M . Weber ، يُعرفه بكونه ذلك العلم الذي يُعنى بفهم النشاط الاجتماعي وتأويله ، وتفسير حدوثه ونتيجته سببيا . ( فهم الفعل الاجتماعية بطريقة شارحة ، ويفسر بذلك أسبابه في تتابعه وتأثراته ) .
- رايت ميلز Charles Wright Mills : علم الاجتماع هو العلم الذي يدرس البناء الاجتماعي للمجتمع والعلاقات المتبادلة بين أجزائه ، وما يطرأ على ذلك من تغير " جورج ليندبرج George Wakem Lindberg يرى أن علم الاجتماع " هو علم المجتمع ككل " .
- سوروكين بتريم SOROKIN Pitrim العلم الذي يدرس الثقافة الاجتماعية ، كما أن هدفه هو دراسة الخصائص العامة المشتركة بين جميع أنواع الظواهر الاجتماعية .[12]

## الاجتماع
- علم الاجتماع علم تجريبي يقوم على الملاحظة وإعمال الفكر في الظواهر الاجتماعية، لا على البحث في مسائل ميتافيزيقية (علم ما بعد الطبيعة)، كما أن نتائجه ليست تأملية بل تفسر العلاقات بين موضوعات البحث الاجتماعي تفسيراً علمياً.تستند
- علم الاجتماع علم تراكمي، بمعنى أن النظريات الاجتماعية الجديدة على نظريات أخرى سابقة عليها.
- علم الاجتماع ليس علماً أخلاقياً، بمعنى أن عالم الاجتماع لا يسأل عما إذا كانت الأفعال الاجتماعية خيراً أم شراً، ولا يصدر أحكاماً أخلاقية؛ ولكنه ينشد تفسيرها.
- علم الاجتماع علماً تساؤلياً: فهو يستنطق من المورد الفلسفي الذي استقل عنه المنزع المساءلاتي والاستشكالي في تحريك الموضوعات الاجتماعية.

## أهم القضايا التي يدور حولها علم الاجتماع
- العلاقات الاجتماعية المتبادلة بين الناس، من خلال عمليات التفاعل الاجتماعي، من أجل معرفة مظاهر التماثل والاختلاف.
- المجتمع وظواهره وبناؤه ووظيفته.
- مكونات الأبنية الاجتماعية المختلفة، مثل الجماعات العامة.
- المقارنة بين الظواهر والحقائق الاجتماعية المختلفة.

## العلم ورياضيات علم الاجتماع
يدرس علماء الاجتماع المجتمع والسلوك الاجتماعي بفحص المجموعات والمؤسسات الاجتماعية التي يشكلها البشر، بالإضافة إلى السياسة والدين والتجمعات المختلفة وتنظيمات العمل. كما يدرسون أيضاً السلوك، والتفاعل الاجتماعي بين المجموعات، يتتبع أصلهم ونموهم، ويحلل تأثيرَ نشاطات المجموعة على الأعضاء الأفراد. يهتم علماء الاجتماع بخصائص المجموعات الاجتماعية والمنظمات والمؤسسات؛ وكيفية تأثر الأفراد من قبل بعضهم البعض وبالمجموعاتِ التي يعودون إليها؛ وتأثير الميزات الاجتماعية مثل الجنس، العمر، أَو الحياة اليومية. تساعد نتائج البحث الاجتماعيِ المربين، والمشرعين والمدراء والآخرون المهتمون بحل المشاكل الاجتماعية وصياغة سياسة عامة. يعمل أكثر علماء الاجتماع في واحد أو أكثرِ من التنظيمات الاجتماعية، مثل المنظمة الاجتماعية التقسيم الطبقي، وقدرة التنقل؛ العلاقات العرقية؛ تعليم؛ العائلة؛ علم النفس الاجتماعي؛ والحضري، والريفي، سياسي، وعلم الاجتماع المقارن؛ أدوار جنس وعلاقات؛ علم السكان؛ علم الشيخوخة؛ علم الإجرام؛ والممارسات الاجتماعية.

## العناصر الأساسية لعلم الاجتماع

### المجتمع
جماعات من البشر تعيش على قطعة محددة من الأرض لفترة طويلة من الزمن تسمح بإقامة علاقات مستمرة ومستقرة مع تحقيق درجة من الاكتفاء الذاتي
وما يحمل على السوسيولوجيا الإقرار به في بحثها الامبريقي على مسوغات الظاهرة الاجتماعية وهو انها تسلم بما يمكن أن ندرجه مقولة مفادها «المجتمع هو وليد التناقضات والاختلافات والتورات» ومنه تنبع المشكلات والظواهر الاجتماعية لتأخذ مجراها في الفهم والتحليل وفي الإدراك والتفسير.
مقومات المجتمع
1. الأرض محددة.
2. البشر أي السكان.
3. الاستمرار في الزمن أي علاقات تاريخية.
4. الحد الأدنى من الاكتفاء الذاتي.
تصنيف المجتمعات
- تصنيف ثنائي: أي ريف وحضر ومجتمع صناعي وزراعي.
- تصنيف تطوري: مجتمع بدائي – عبودي - إقطاعي - رأسمالي - شيوعي.
- تصنيف مقارن: أي على أساس مؤشرات عن أعداد السكان في مجتمعات مختلفة.

### الثقافة
لها معنى ضيق وهي صنوف من الفكر والفن والأدب ولها معنى واسع وهي تشير إلى مخططات الحياة التي يكتسبها الإنسان بوصفة عضو في المجتمع أو هي ارث المجتمع من العادات والتقاليد وطرق الحياة التي يتبعها الفرد لسد حاجاته ولكي نفهم الثقافة لابد من التفرقة بين عدة مفاهيم.
التميز بين الثقافة المادية والثقافة المعنوية فالمادية كل ما هو ملموس مثل الملابس وأدوات الطعام والمعنوية تشير إلى كل ما يتصل بالرموز والعادات والتقاليد. التميز بين الثقافة العامة والثقافة الفرعية : فالعامة هي كل ما يشترك فيه أفراد المجتمع بشكل عام والفرعية هي ثقافة جماعة معينة مثل ثقافة الريف والحضر أو الرجال والنساء. التميز بين الثقافة المثالية والواقعية.
خصائص الثقافة
- العمومية: فالثقافة عامة يشترك فيها كل أفراد المجتمع.
- الاكتساب بالتعلم: فالطفل لا يولد حامل للثقافة وإنما يكتسبها بالتعلم.
- الرمزية: تصب الفلسفة في الوعاء الرمزي داخل المجتمع ألا وهو اللغة.
- التجريد: رغم إن الثقافة تمارس في الحياة اليومية إلا أنها لها بناء مجرد في ذهن الأفراد.

### البناء الاجتماعي
العلاقات المستقرة والثابتة عبر الزمن التي يدخل فيها الفرد كالأسرة وفهم البناء الاجتماعي يتطلب فهم :
- المكانة : وهي الموقع الذي يشغله الفرد في البناء الاجتماعي ويتحدد في ضوء تقييم المجتمع للأفراد.
- الدور: ويعنى الجانب السلوكي للمكانة أي ما يجب أن يقوم به الفرد لتحقيق هذه المكانة.
- والبناء الاجتماعي : هي تماسك جماعة صغيرة أو كبيرة بقيم وعادات حميدة تأصيلية.

### النظام الاجتماعي
هو مجموعة الأدوار الاجتماعية المنظمة التي تتصل بمجال معين من مجالات الحياة الاجتماعية والتي تخضع لمعايير وقواعد اجتماعية ثابتة كالأسرة والعمل ودور العبادة
هو شكلا منظما ضمن نشاط معين يتضمن مجموعة من القواعد والطرق واساليب العمل والسلوك

### العمليات الاجتماعية
هي مجموعة التغيرات والتفاعلات التي تؤدى إلى ظهور نمط متكرر من السلوك والتي تخلق حركة دينامكية تضع المجتمع في حالة تغيير مستمر وهي تشير إلى حالة حركة وتَدافُع وانتقال المجتمع من حالة إلى حالة.
خصائصها: في حالة تغير أو دينامكية، لابد أن يترتب عليها نمط متكرر من السلوك، ترتبط بالنمط العام للتغيير في المجتمع، تدل على حالة التشكيل حالة إلى أخرى مثل تحول المجتمع الريفي إلى حضر أو المجتمع الزراعي إلى صناعي.
1. عمليات تتصل بنقل الثقافة مثل التنشئة الاجتماعية عبر الأسرة والمؤسسات التعليمية.

### النسق الاجتماعي
أي العناصر المتفاعلة التي يحقق كل منها وظيفة في المنظومة العامة للنسق ويشكل النسق وحدة في بناء كلُّي ويمكن أن نطلق على كلِ من وحدات السلوك نسق إذا توافرت فيه الشروط الآتية:
1. وجود مكونات أو عناصر.
2. وجود وظائف واضحة لهذه المكونات.
3. وجود تفاعل ب.
4. وجود بيئة خارجية يتعايش معها النسق ويؤدى وظيفته.

بعض المفاهيم التي تساعد على الفهم:
1. مفهوم الفعل الاجتماعي: هو أي ممارسة سلوكية تتجه نحو تحقيق هدف معين في ضوء قاعدة سلوكية يقرها المجتمع وباستخدام وسيلة مشروعة.
2. الفاعل والآخر: الفاعل هو الشخص الذي يقوم بالسلوك والآخر هو الذي يستقبل السلوك وهو الذي يكوّن التفاعل الاجتماعي
3. الموقف الاجتماعي: هو الإطار الاجتماعي الذي يظهر فيه التفاعل ويضم سلسلة من التفاعلات تتصل بموضوع معين مثل أن نناقش موضوع أو عيد ميلاد
4. العلاقات الاجتماعية: وهناك نوعين من التفاعلات :
  1. التفاعل العابر أو اللحظي أو المؤقت: وهو الذي يحدث لفترة عابرة من الزمن وقد يكون تلقائي وغير منظم مثل تجمع الحشود لركوب القطار وهناك تفاعلات عابرة منظمة مثل تجمع الطلاب في قاعة الدرس
  2. التفاعلات الدائمة والمستمرة: هي التفاعلات التي تتم بين مجموعة من الأفراد يعرفون بعضهم بعضا ويتفاعلون بشكل يومي مثل تفاعلات الأسرة والعمل